# Дионисий Дряновски
Дионисий (на гръцки: Δημήτριος Αργυριάδης Παπαρίζος) е гръцки духовник и писател от края на XVIII век и началото на XIX век.

## Биография
Роден е със светското име Димитриос (Δημήτριος) в югозападномакедонското градче Сятища. Смята се, че е роден около 1750 - 1760 година. Замонашва се във Ватопедския манастир, където се отдава на културни и духовни изследвания. Дионисий е автор на множество литературни произведения, сред които лекции, речи, възхваления на различни светци и писма. Запазени са писмата между Дионисий и патриарх Прокопий I. Дионисий е последният игумен на Дриовунийския манастир „Рождество Богородично“ преди затварянето му в 1835 година.